# Telenovela Channel
Telenovela Channel (TNC) fue un canal de televisión por cable de Filipinas dedicado a las telenovelas. Es operada por Beginnings at Twenty Plus, Inc. con la colaboración de Televisa. Este es el primer canal de telenovelas 24/7 en Asia. Fue lanzado el 14 de noviembre de 2011 como un canal de tiempo completo. Las telenovelas se muestran cuatro veces al día, con repeticiones los sábados y domingos.
Desde 2013, todas las telenovelas han sido dobladas en inglés.
El 1 de febrero de 2024 se anunció que el canal cerraría después de 12 años el 1 de marzo de 2024.